# Haïti Liberté
Haïti Liberté est un journal haïtien diffusé à la fois à Haïti, à New York (États-Unis), au Québec et en Europe.
Haïti Liberté est un journal hebdomadaire d'information générale. Il met l'accent sur les nouvelles concernant Haïti. 
D'une sensibilité de gauche et altermondialiste, il mélange les articles d'opinion, les analyses politiques et les brèves internationales.
Il est publié à Brooklyn (New York), ville dans laquelle se trouve la rédaction en chef. Le journal possède également des bureaux rédactionnels notamment à Port-au-Prince.
Le journal est publié au format tabloïd sur vingt pages dont seize pages rédigées en français, deux autres pages en créole haïtien et enfin deux en anglais. 
Sa diffusion couvre Haïti, mais également les lieux dans lesquels vivent d'importantes communautés haïtiennes : New York, Floride, Québec, Montréal) et l'Europe, notamment la France.